# Justin Cochrane
Justin Vincent Cochrane (ur. 26 stycznia 1982 w Hackney) – piłkarz z Antigui i Barbudy pochodzenia angielskiego występujący na pozycji defensywnego pomocnika, obecnie zawodnik Boreham Wood.

## Kariera klubowa
Cochrane pochodzi z Hackney, jednej z dzielnic Londynu i jest wychowankiem drużyny Queens Park Rangers. Po kilku latach gry w młodzieżowych zespołach i rezerwach został włączony do ekipy seniorskiej, występującej wówczas w drugiej lidze. W First Division zadebiutował 28 kwietnia 2001 w przegranym 0:3 spotkaniu ze Stockport County, podczas którego został ukarany czerwoną kartką. Był to jego jedyny występ w QPR; po sezonie 2000/2001 spadł z drużyną do trzeciej ligi, gdzie nie rozegrał ani jednego meczu i odszedł do Hayes z siódmej klasy rozgrywkowej – Isthmian League.
Udane występy Cochrane’a zaowocowały transferem do Crewe Alexandra z drugiej ligi, gdzie spędził kolejne trzy lata – początkowo w roli podstawowego piłkarza, jednak później jego pozycja w składzie zaczęła słabnąć. W sezonie 2005/2006 przyczynił się do spadku Crewe do trzeciej ligi, jednak końcówkę rozgrywek spędził na wypożyczeniu w trzecioligowym Gillingham. W 2006 roku przebywał na testach w Luton Town, jednak ostatecznie podpisał umowę z trzecioligowym Rotherham United, gdzie spędził sezon jako jeden z graczy wyjściowej jedenastki i zanotował trzeci spadek do niższej klasy rozgrywkowej w karierze. Sam pozostał jednak w League One, przechodząc do Yeovil Town.
Po kilku miesiącach, w marcu 2008, Cochrane został zawodnikiem innego trzecioligowca, Millwall, gdzie rozegrał jeden mecz i od maja do grudnia pozostawał bez klubu. Jego kolejnym klubem był Rushden & Diamonds z piątej ligi – Conference National. Tam również pełnił jedynie funkcję rezerwowego, jednak mimo to zdołał znaleźć angaż w czwartej lidze, w drużynie beniaminka – Aldershot Town. Po kilku miesiącach powrócił na piąty poziom rozgrywek, podpisując kontrakt z Hayes & Yeading United, za to po roku odszedł do szóstoligowego Boreham Wood.
W połowie 2011 roku Cochrane został graczem Antigua Barracuda FC z trzeciej ligi amerykańskiej. W USL Pro zadebiutował 17 lipca w przegranym 0:1 meczu z Richmond Kickers, natomiast pierwszego i jedynego gola zdobył 1 sierpnia w przegranej 1:2 konfrontacji z Los Angeles Blues. W 2012 roku powrócił do Anglii, podpisując umowę ze swoim byłym klubem, Boreham Wood, rozgrywającego swoje mecze w Conference South.

## Kariera reprezentacyjna
Dysponujący podwójnym obywatelstwem Cochrane zdecydował się na występy w reprezentacji Antigui i Barbudy, w której zadebiutował 17 czerwca 2008 w przegranym 3:4 meczu z Kubą w ramach eliminacji do Mistrzostw Świata 2010, na które jego drużyna nie zdołała się ostatecznie zakwalifikować. Premierową bramkę w kadrze narodowej strzelił 10 listopada 2010 w wygranej 2:1 konfrontacji z Surinamem w ramach Pucharu Karaibów. Wziął także udział w eliminacjach do Mistrzostw Świata 2014, podczas których wpisał się na listę strzelców w pojedynku z Wyspami Dziewiczymi Stanów Zjednoczonych (8:1), jednak zawodnicy Antigui i Barbudy ponownie nie dostali się na mundial.